# Vlagyimir Volfovics Zsirinovszkij
Vlagyimir Volfovics Zsirinovszkij (Alma Ata, 1946. április 25. – Moszkva, 2022. április 6.) orosz ultranacionalista politikus. 1992-től haláláig az Oroszországi Liberális Demokrata Párt vezetője, 1993 óta az Állami Duma tagja volt.

## Életrajz
2022. február 2-án kórházba szállították SARS-CoV-2-fertőzéssel.

## Magyarul megjelent művei
- Oroszország sorsáról; ford. Piros A. Nándor, M. Nagy Miklós, Sári László; Írás, Bp., 1995